# Monika Hrastnik
Monika Hrastnik (7 de junio de 1994) es una deportista eslovena que compite en ciclismo de montaña en la disciplina de descenso.
Ganó una medalla de bronce en el Campeonato Mundial de Ciclismo de Montaña de 2020 y seis medallas en el Campeonato Europeo de Ciclismo de Montaña entre los años 2016 y 2023.

## Medallero internacional
| Campeonato Mundial | Campeonato Mundial             | Campeonato Mundial | Campeonato Mundial |
| Año                | Lugar                          | Medalla            | Competición        |
| ------------------ | ------------------------------ | ------------------ | ------------------ |
| 2020               | Leogang (Austria)              | Medalla de bronce  | Descenso           |
| Campeonato Europeo |                                |                    |                    |
| Año                | Lugar                          | Medalla            | Competición        |
| 2016               | Wisła (Polonia)                | Medalla de plata   | Descenso           |
| 2018               | Lousã (Portugal)               | Medalla de oro     | Descenso           |
| 2019               | Pampilhosa da Serra (Portugal) | Medalla de plata   | Descenso           |
| 2021               | Maribor (Eslovenia)            | Medalla de oro     | Descenso           |
| 2022               | Maribor (Eslovenia)            | Medalla de oro     | Descenso           |
| 2023               | Les Menuires (Francia)         | Medalla de plata   | Descenso           |